# Huize Vincentius en Huize Elisabeth

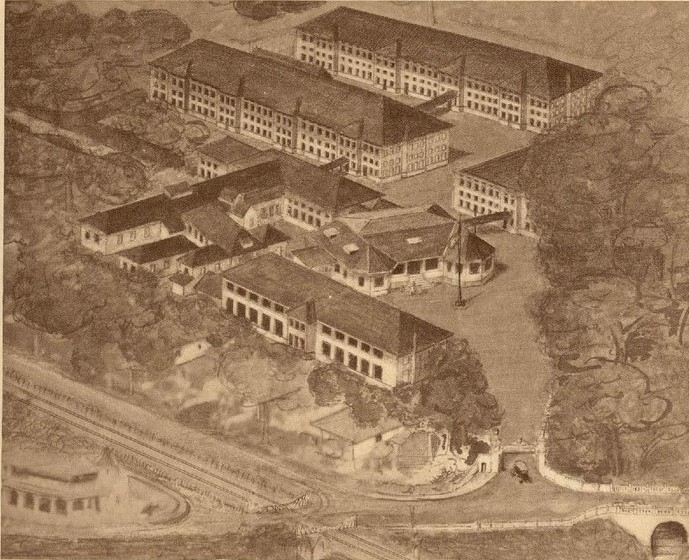
Tekening naar een luchtfoto van de gebouwen van het hoofdkantoor van Staatsspoor te Bandoeng. Vanaf februari 1936 in gebruik door ABCD. Een van de loodsen op de tekening is omgebouwd tot Huize Vincentius.

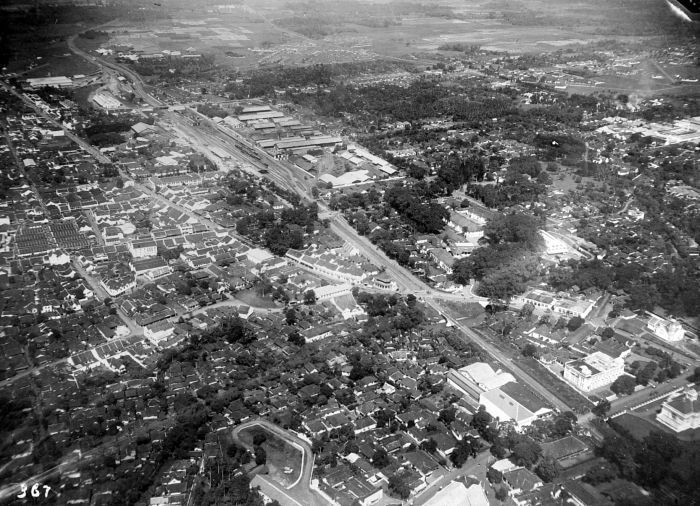
Luchtfoto van Bandoeng Batavia, midden links het wooncomplex Huize Vincentius op het voormalig terrein van de Staatsspoorwegen.

Huize Vincentius en Huize Elisabeth waren wooncomplexen van in totaal 37 woningen op het terrein van het voormalige hoofdkantoor van de Nederlandsch-Indische Staatsspoorwegen in Bandoeng. Initiatiefnemers van de complexen waren de St Vincentius Conferentie en de St Elisabeth Vereniging, die wilden zorgen voor een betere huisvesting, verzorging en een menswaardiger bestaan van tot armoede gedreven Europeanen in Bandoeng. De wooncomplexen kwamen in 1936 tot stand.

## Locatie
Op 16 juli 1934 gaven de Staatsspoorwegen aan dat zij de werkplaatsen en hoofdkantoor te Bandoeng wilden gaan sluiten en gaven de loodsen, kantoren en machines op het terrein voor onbepaalde tijd in bruikleen aan de gemeente Bandoeng. Het spoorwegterrein was omsloten door de volgende wegen: Kebon Kawoeng, Kebon Djoekoet Noord en Residentsweg.

## Verbouwing van loods tot woning
In mei 1936 is door de Sint Vincentius Conferentie en de Sint Elisabeth Stichting een huizencomplex tot stand gebracht in de loodsen van de Staatsspoorwegen. Toen de eerste 7 woningen van Huize Vincentius nog in aanbouw waren hadden veel personen hun naambord al op de gevel aangebracht uit vrees dat een ander beslag zou leggen op de woning. Er was grote behoefde aan deze woningen.  Volgens het eerste plan zouden er 19 woningen worden opgeleverd, maar het werden er uiteindelijk meer. Eén loods is tot 37 woningen omgebouwd, genaamd Huize Vincentius. Een andere loods is omgebouwd tot 14 grote en 4 kleinere woningen, genaamd Huize Elisabeth. Op 24 Mei 1936 vond de plechtige inwijding plaats van Huize Vincentius en Huize Elisabeth. De woningen zijn gunstig gelegen, vlak bij de werkcentrale en gaarkeuken.

## Inrichting van de woningen
De woningen waren voorzien van elektrisch licht en waterleiding, en vier ruime kamers met een aparte kook- en badgelegenheid. Er lag een groot terrein zowel voor als achter de woningen. Het achtererf was bestemd voor het aanleggen van bloemen- of groententuinen en een aparte wasgelegenheid. Voor een minimumbedrag naar vermogen was er de mogelijkheid via beide stichtingen een behoorlijk huisje te kunnen bewonen. 

## Woningen in gebruik
Op 25 maart 1938 meldt de St Elizabeth Vereniging 'In Huize Elisabeth hebben zich vele arme gezinnen en oude vrouwen gevestigd die dankbaar waren gratis of voor een heel klein bedrag een nette woning te krijgen. Op 11 mei 1941 wordt er nog een vrolijke verjaardag gevierd in Huize Elisabeth van een mevrouw op leeftijd die 80 jaar was geworden. 'Het was een buitengewone feestdag door de hartelijke belangstelling van kinderen en kleinkinderen, van de bewoners en bewoonsters van Huize Elisabeth en Huize Vincentius.'  Het adresboek van Bandoeng uit 1941 heeft 1 adresmelding op het terrein: Atelier, Huize Elisabeth.

## De bezettingjaren 1942-1945
Nederland verklaart op 8 december 1941 Japan de oorlog. Na de capitulatie aan Japan werden in maart en april 1942 alle Nederlandse ambtenaren en personen uit het bedrijfsleven – voor zover zij niet nodig waren voor het gaande houden van het openbare leven – geïnterneerd. In april 1942 moesten bovendien alle buitenlanders op Java die ouder waren dan 17 jaar zich laten registreren. Deze werden uiteindelijk vrijwel allemaal geïnterneerd in Japanse interneringskampen. Het gemeentelijk Centraal Comite hield tijdens de bezettingsjaren kantoor op het terrein en had de leiding over de invulling van de diverse gebouwen, voor zover dat door de Japanse bezettingsmacht werd toegestaan.  